# Otto Stichling

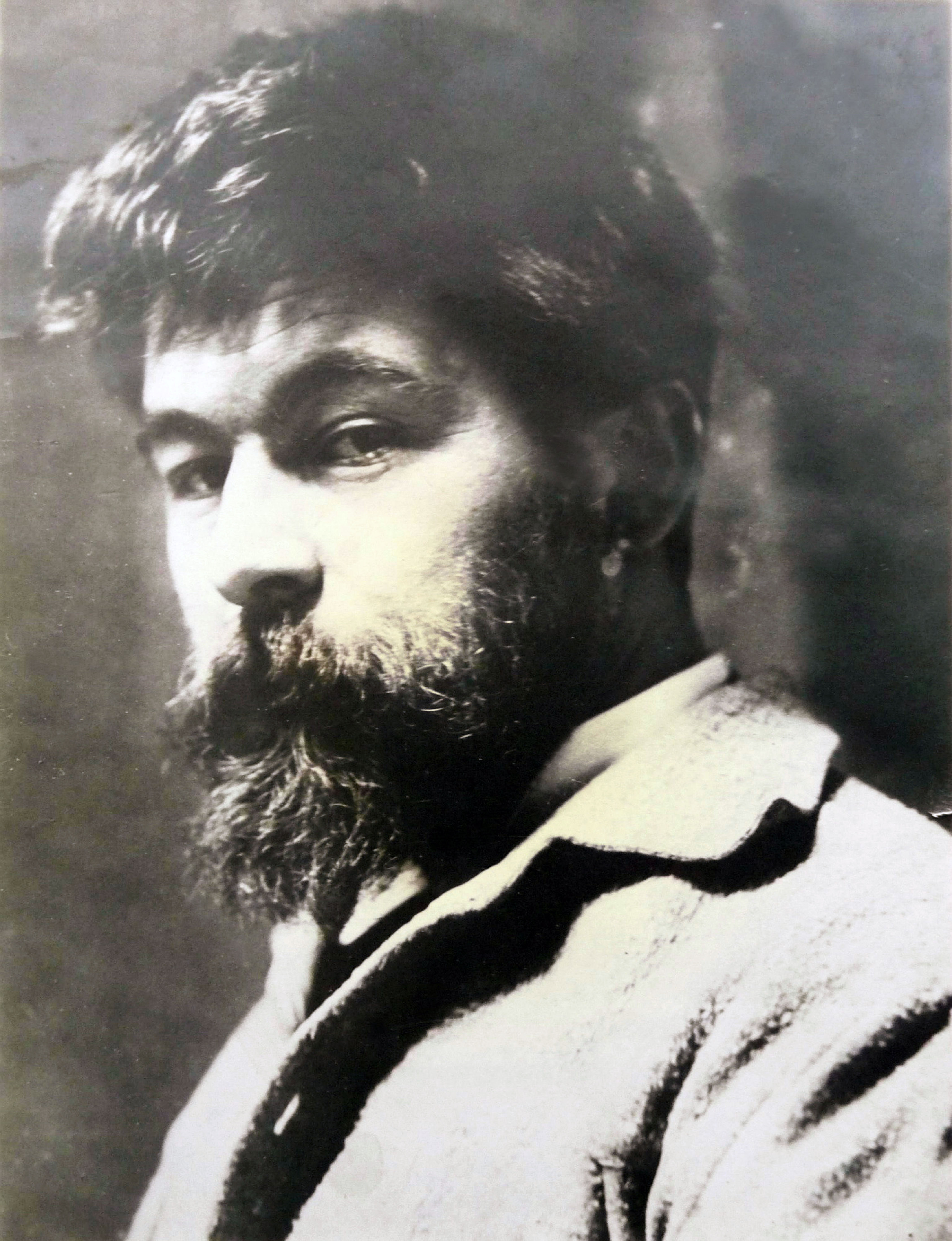
Otto Stichling

Otto Stichling (* 10. April 1866 in Ohrdruf; † 28. April 1912 in Berlin) war ein deutscher Bildhauer und Mitglied der Werkring-Vereinigung und des Werdandi-Bundes.

## Ausbildung

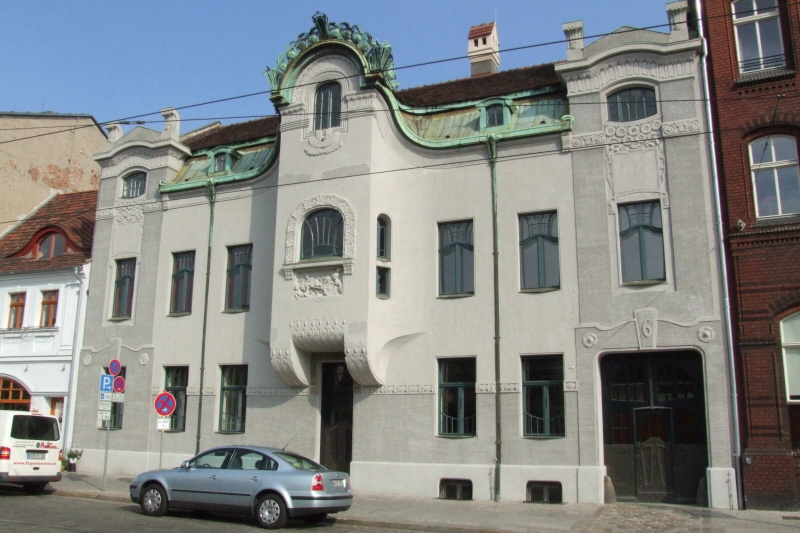
Relief am Erker der Villa Lehmann, 1902

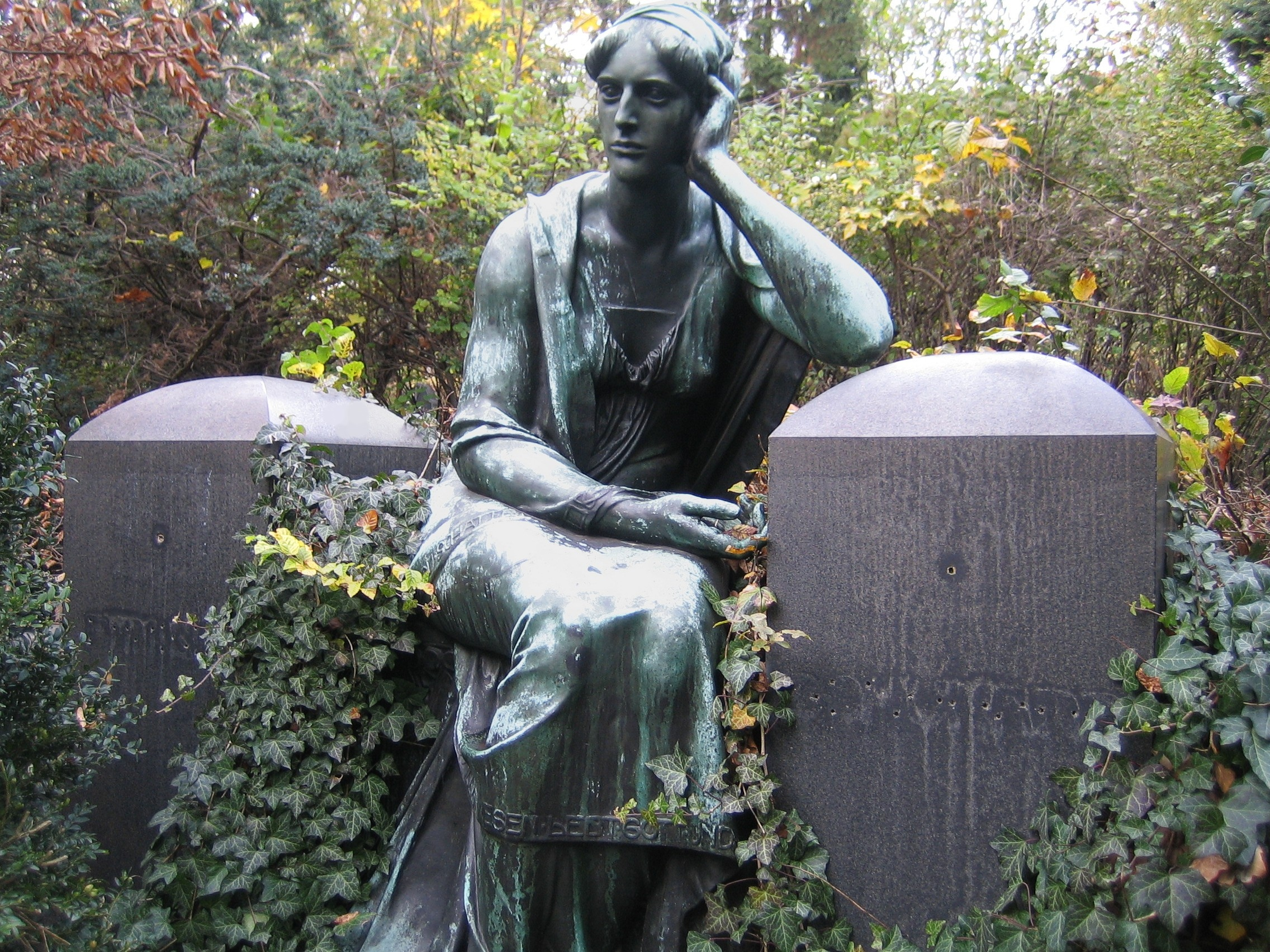
Die Trauernde, 1906

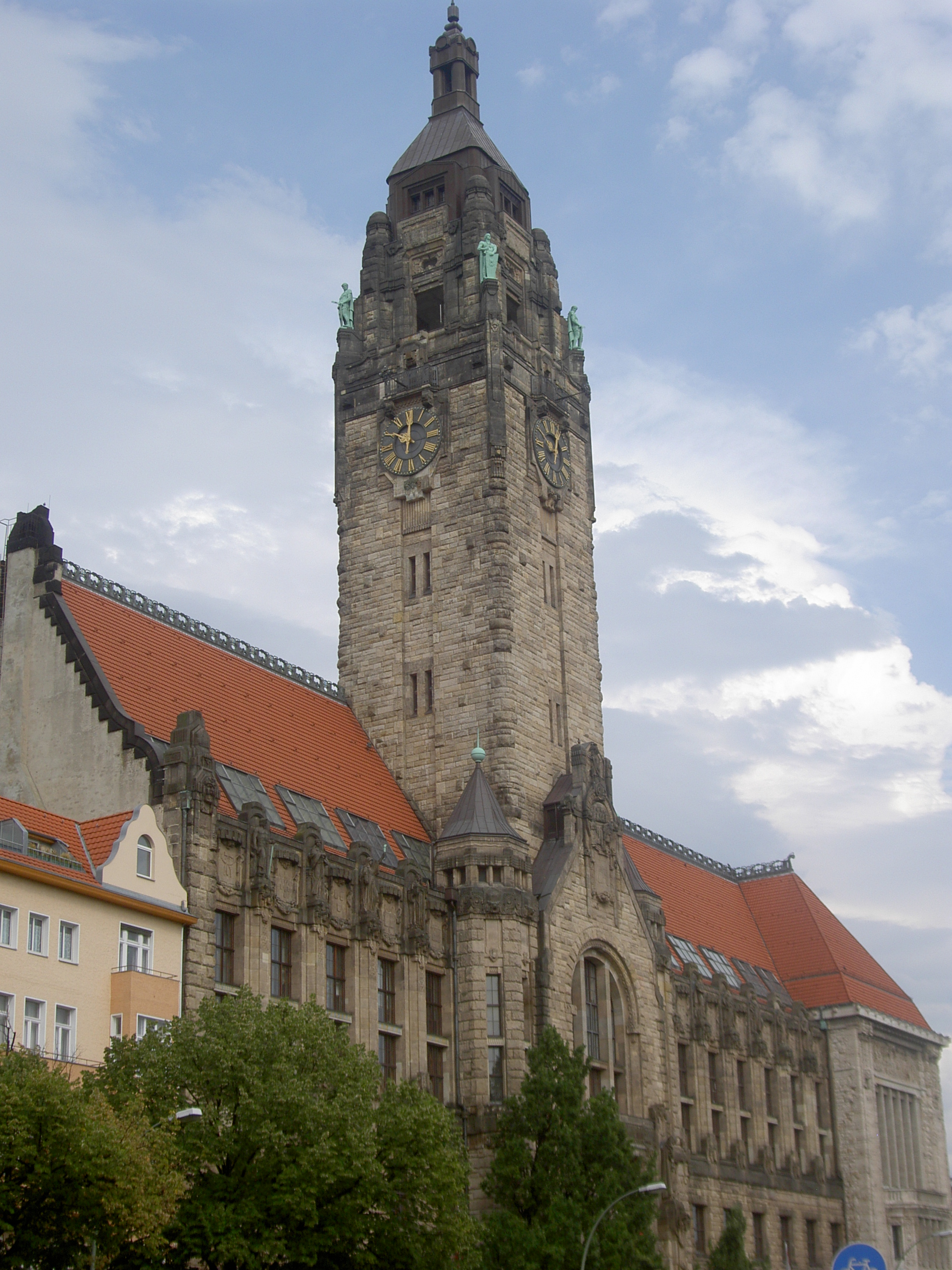
Die vier kupfernen
Turmfiguren am Rathaus Charlottenburg

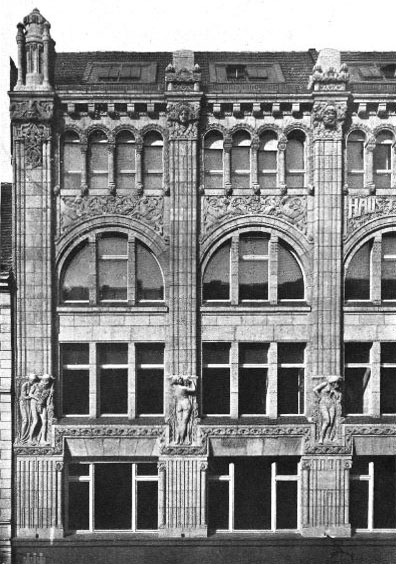
Pilaster mit Motiven der Weinseeligkeit am Haus Trarbach, 1906

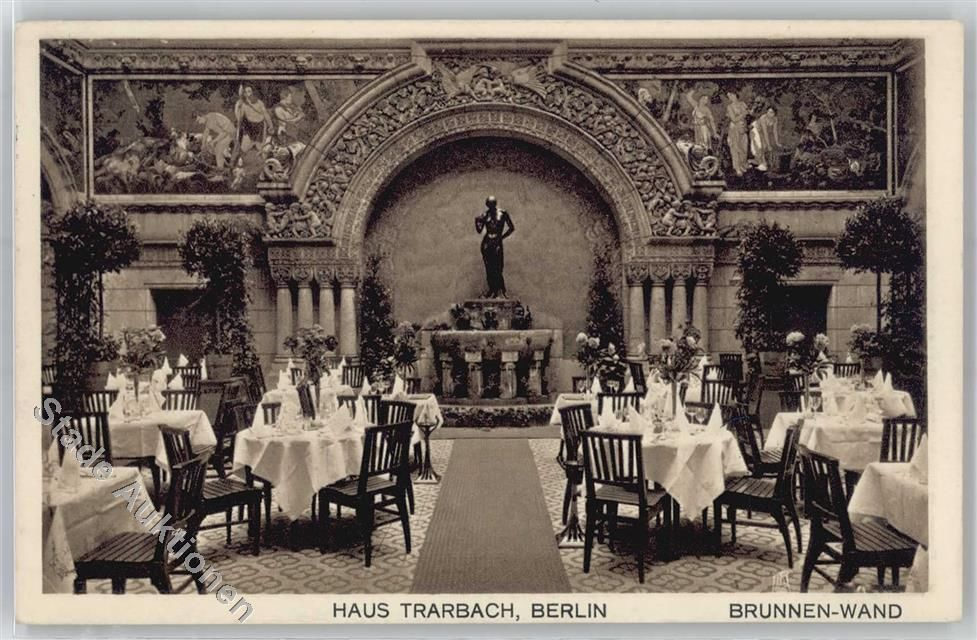
Brunnenwand im Gartenhof Haus Trarbach Behrenstr. 47

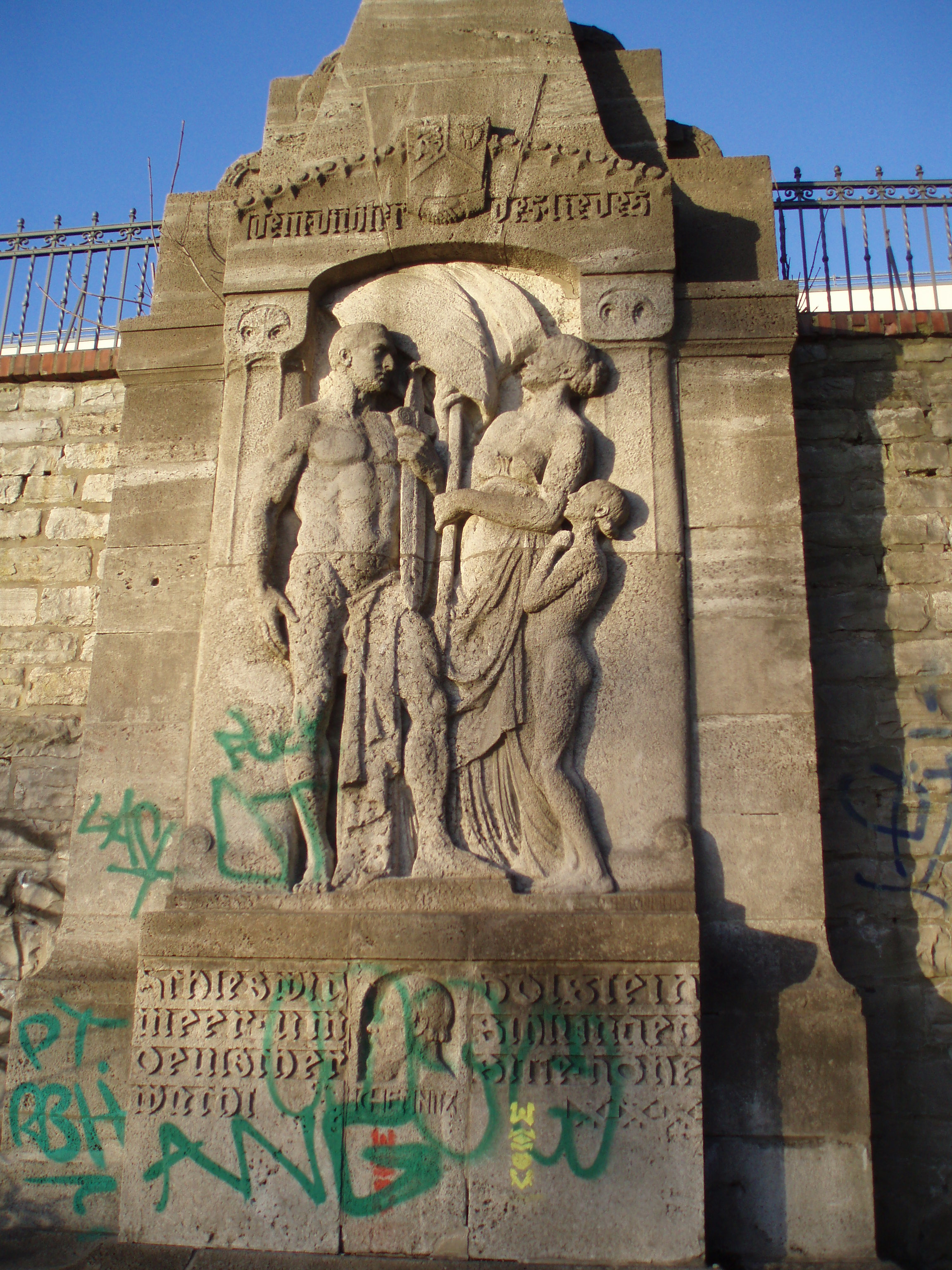
Chemnitz-Bellmann-Brunnen, 1907

Otto Stichling wurde als unehelicher Sohn der minderjährigen Auguste Wilhelmine Rosalie Stichling geboren. Der leibliche Vater Ottos Stichlings blieb unbekannt. Es wurde verfügt, dass Otto „laut Notification des herzöglischen Justizamtes vom 29. Mai 1866 den Zunahmen der Mutter „Stichling“ zu führen hat“. Am 26. Juli 1868 heiratete seine Mutter, die einzige Tochter des Schuhmachermeisters Johann Christian Friedrich Stichling, den Ohrdrufer Schneidermeister Wilhelm Bernhard Frommann.
Nach dem Besuch der Bürgerschule in Ohrdruf absolvierte Otto Stichling eine Lehre als Porzellanmaler in der ortsansässigen Porzellan-Manufaktur Kestner & Comp. In dieser Zeit wurde Herzog Ernst von Sachsen-Coburg und Gotha auf ihn aufmerksam und förderte ihn mit einem Stipendium für ein Studium in Berlin. Von 1886 bis 1893 studierte Otto Stichling an der Berliner Kunstakademie bei Fritz Schaper und Ernst Herter. Während seines Studiums arbeitete er, um seinen Lebensunterhalt zu finanzieren, als künstlerischer Hilfsarbeiter in den Ateliers der Bildhauer Joseph Uphues, Eduard Lürssen, Ernst Westphal und Gustav Eberlein.

## Leben und Werk
Erste künstlerische Erfolge seines Schaffens waren ein Erster Preis für einen Entwurf eines „Spreabrunnen“, der im Berliner Rathaus aufgestellt werden sollte, aber nie ausgeführt wurde, und ein Sieg 1890 bei einem Wettbewerb für zwei Kolossalfiguren für das Staatstheater Wiesbaden. Für den „Huldigungswagen“ im Festumzug zum 90. Geburtstag von Helmuth Karl Bernhard von Moltke am 25. Oktober 1890 gestalteten Fritz Klimsch und Otto Stichling die auf einem Löwen sitzende, überlebensgroße Figur der „Kriegswissenschaft“.
Um 1900 modellierte Otto Stichling die plastischen Teile im, von Melchior Lechter gestalteten, Pallenberg-Saal des Kölner Kunstgewerbemuseums, unter anderem vier vergoldete Bronzestandbilder (Malerei, Plastik, Musik und Dichtung) – ergänzt durch Inschriften Stefan Georges und Friedrich Nietzsches -, sowie 24 figürliche Holzreliefs (Türfüllungen) und zwei Majolikaplastiken. Der Prunk-Saal wurde auf der Pariser Weltausstellung 1900 mit einem Grand Prix als „räumliches Gesamtkunstwerk des Jugendstils“ ausgezeichnet. Im Weiteren wurde die Plastik Musik auf der deutschnationalen Kunstausstellung in Düsseldorf 1907 ausgestellt.
Stichling entwarf im Lauf seines Lebens zahlreiche Grabmäler. Das 2,30 Meter hohe Sandstein-Grabmal für die Familie Gerson Salinger auf dem jüdischen Friedhof Schönhauser Allee wurde 1900 nach seinem Entwurf durch die Schöneberger Steinmetzwerkstatt Witschel realisiert. Für Ditta Hake, Frau des Bildhauers und Architekten Ernst Hake (1844–1925), entwarf er 1901 ein Tischgrab mit einer gelagerten Bronzeplastik der Verstorbenen in stilisierter Form und der Inschrift „Schlaf ist mein Glück: Drum wecke mich nicht; sprich leise“. Ernst Hake führte es selbst auf dem Luisenfriedhof III in Berlin-Westend aus.
1901 bis 1902 schuf Otto Stichling beim Umbau des Wohnhauses des Spielzeugfabrikanten Ernst Paul Lehmann in Brandenburg an der Havel das Relief am Erker des Hauses. Mit diesen Umbauarbeiten, geleitet von dem Berliner Architekten Bruno Möhring, begann die gemeinsame Arbeit der beiden und ihre Mitgliedschaft in der Künstlervereinigung Werkring. Für die Familie des Kommerzienrates Alfred Abraham Cohn entwarf Stichling 1903 auf dem jüdischen Friedhof Berlin-Weißensee ein aufwendiges Wandgrab mit Pylonen aus Odenwälder Syenit mit blauen Emaillekacheln und Bronze-Verzierungen mit Jugendstilornamenten.
Im Jahr 1904 nahm die Künstlervereinigung Werkring gemeinsam an der Weltausstellung in St. Louis teil. Otto Stichling erhielt eine Grosse Gold-Medaille für zwei auf dem Ehrenhof ausgestellte kupferne Brunnenfigurengruppen, die anschließend einen unbekannten amerikanischen Käufer fanden.
Für das Rathaus Charlottenburg schuf Otto Stichling die vier in Kupfer getriebenen Turmfiguren sowie die bronzenen, allegorischen Beleuchtungsfiguren an der Fassade des Eingangsbereichs. Wie die Marmorbüsten Kaiser Wilhelms II. und der Kaiserin Auguste Viktoria für den Magistratssitzungssaal des Rathauses Charlottenburg sind sie heute nicht mehr erhalten.
Im Jahr 1905 führte Otto Stichling nach den Entwürfen von Bruno Möhring das Jugendstilgrabmal für Auguste und Oskar Haussmann in Traben-Trarbach aus. Für das Wandgrab der Familie Kurtze auf dem Georgen-Parochial-Friedhof II in Berlin-Friedrichshain schuf er ein Bronzerelief mit einer Abschiedsszene mit der Inschrift „Wiedersehen“.
Im selben Jahr entwarf Stichling Die Sinnende, einen stehenden Akt mit geneigtem Kopf. Erst nach dem Tode Otto Stichlings erwarb im Mai 1912 die Königliche Porzellan-Manufaktur Berlin das Modell von seinen Erben und formte es nur wenige Male aus weißem Biskuitporzellan. Die 1905 in Bronze gegossene, mit 1,55 Meter lebensgroße Frauenfigur Junges Weib wurde auf den Großen Berliner Kunstausstellungen 1906 und 1908 ausgestellt und erhielt 1908 eine Goldmedaille. Im Jahr 1908 wurde die Statue durch die Berliner Nationalgalerie angekauft und stand seit 1930 als Dauerleihgabe der Stiftung Preußischer Kulturbesitz am Eingang des Eichtalparks in Hamburg-Wandsbek. 2006 umfassend restauriert wurde sie dort 2010 gestohlen und blieb seither verschwunden. Ebenfalls auf der Großen Berliner Kunstausstellung 1908 wurde die Büste Die Träumende ausgestellt.
1906 schuf Stichling die Bronzestatue Trauernde für das Erbbegräbnis Schumann-Recke auf dem St.-Marien- und St.-Nikolai-Friedhof I in Berlin-Prenzlauer Berg und die sechs Reliefgruppen an den Pilastern des Weinhauses Haus Trarbach in Berlin (Behrenstraße 47), deren 2,50 Meter Figuren Szenen des Weingenusses zeigen: links und rechts außen die Paarakte „Der Labetrank“ und „Der Liebestrunk“, dazwischen von links nach rechts die Frauenakte „Die Traube“, „Die Blume des Weines“, „Der Tanz als Wirkung des Weines“ und „Der Wein - der fertige Trank“. Für den vom Friedenauer Architekten Richard Walter entworfenen Hofbrunnen des Hauses fertigte Otto Stichling die Bronzefigur.
Ab 1907 war Otto Stichling in Altona ansässig und schuf, vermutlich nach Entwürfen von Hermann Hausmann (1865–1907), den Chemnitz-Bellmann-Brunnen, mit einer Reliefplatte aus allegorischen Figuren und der Inschrift: „Dem Dichter des Liedes Schleswig Holstein meerumschlungen, deutscher Sitte hohe Wacht, Matthäus Friedrich Chemnitz“, aus Sandstein an der Stützmauer der Rainvilleterrasse in Hamburg-Ottensen.  Auf Vermittlung von Hermann Muthesius war Otto Stichling von 1907 bis 1910 als Lehrer an der Handwerker- und Kunstgewerbeschule in Altona tätig und gehörte zu den Gründungsmitgliedern des Altonaer Künstlerverein (AKV), der 1909 gegründet wurde. Für die von 1908 bis 1910 erbaute Oberrealschule in Altona schuf er die Sandsteinstatuen von Martin Luther und Nikolaus Kopernikus am Haupteingang.
1910 kehrte Otto Stichling nach Berlin zurück und folgte dem Ruf an die Handwerker- und Kunstgewerbeschule in Charlottenburg. Dort lehrte er bis zu seinem Tode 1912. Im Frühjahr 1911 erlitt Otto Stichling einen ersten Schwächeanfall, nahm aber seine Arbeiten an der bereits in Altona begonnenen Innenausstattung des Ozeandampfers Cap Finisterre und seine Lehrtätigkeit wieder auf, bis ein weiterer schwerer Schwächeanfall sein künstlerisches Wirken beendete.
Otto Stichling war verheiratet und starb im Alter von nur 46 Jahren an einem Herzschlag in einem Sanatorium in Berlin.
Bildergalerie

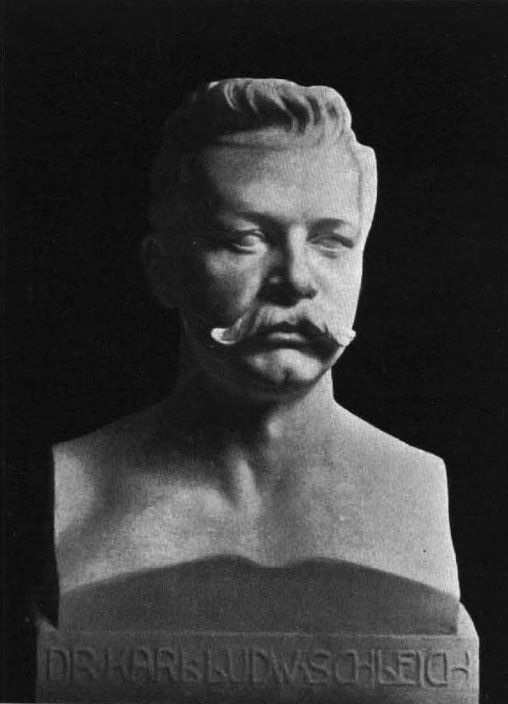
Büste Dr. Karl Ludwig Schleich
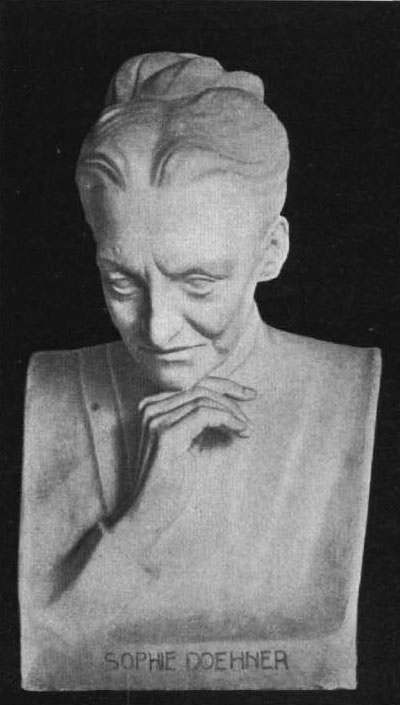
Büste Sophie Doehner
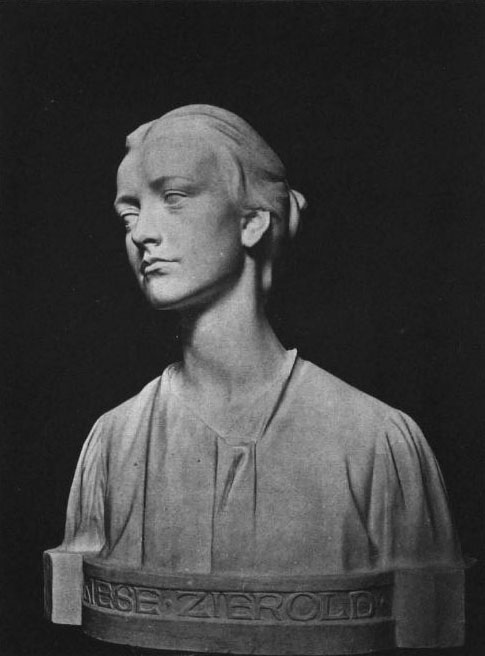
Porträtbüste
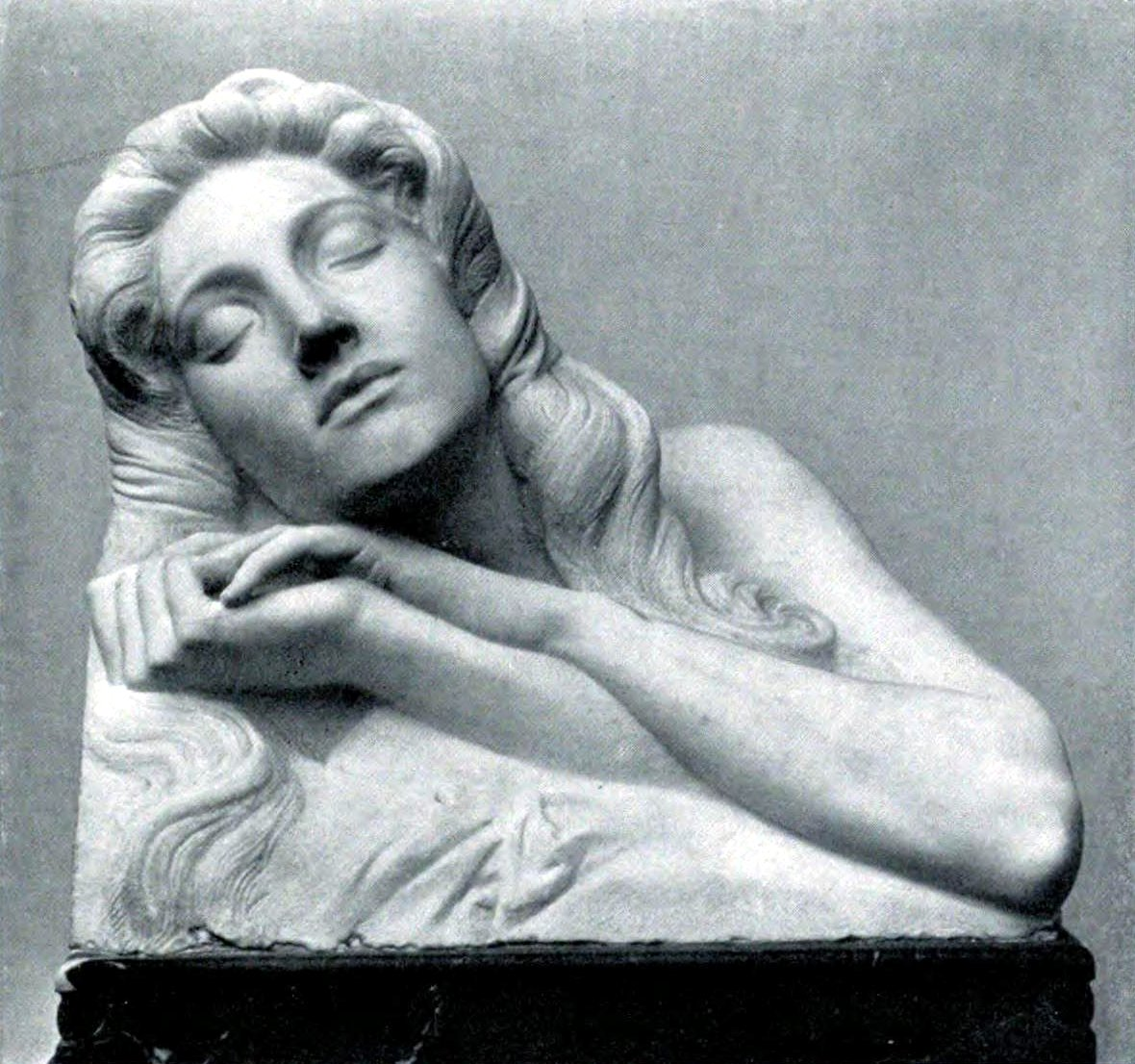
Die Träumende, 1908
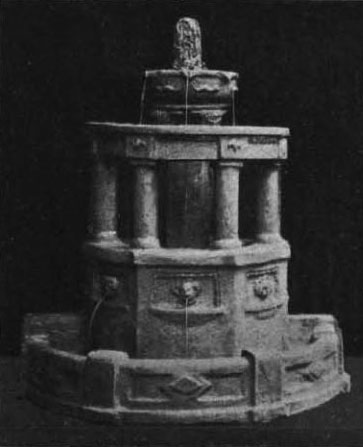
Brunnen im Wintergarten des Ozeandampfers Cap Finisterre
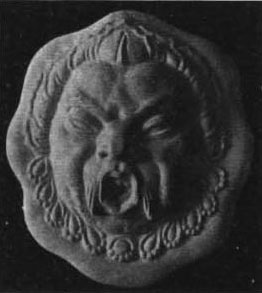
Wasserspeier am Brunnen im Wintergarten des Ozeandampfers Cap Finisterre
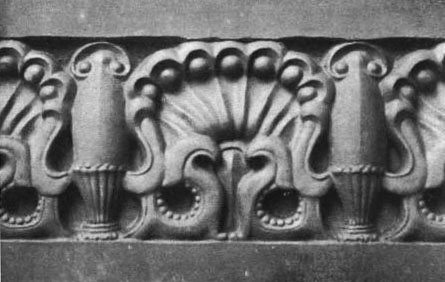
Fries zum Kamin im Rauchsalon des Ozeandampfers Cap Finisterre
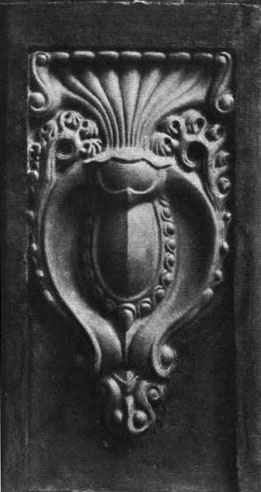
Fries zum Kamin im Rauchsalon des Ozeandampfers Cap Finisterre (Detail)
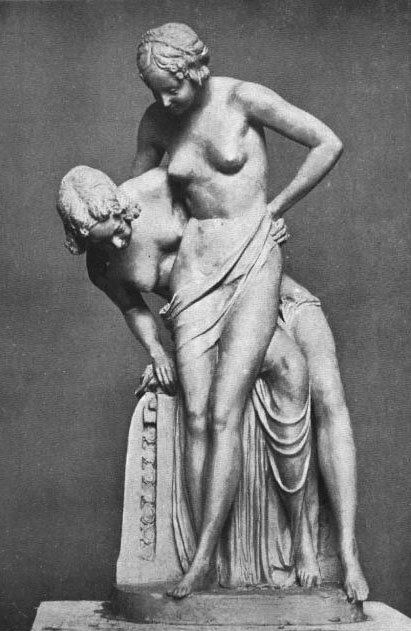
Entwurf zu einem Brunnen
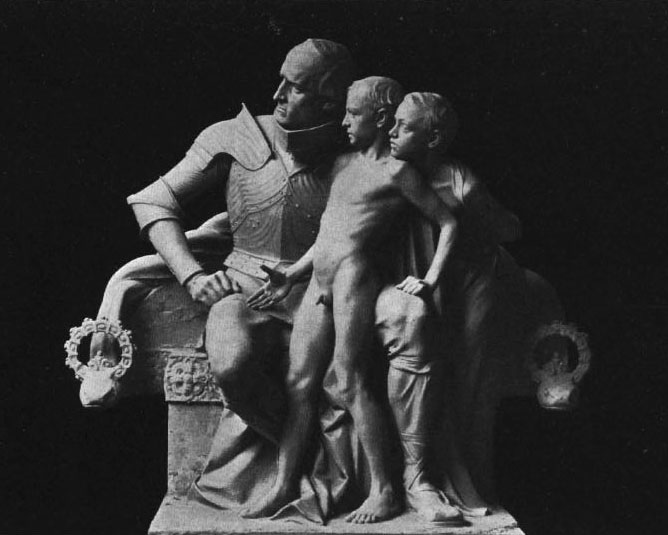
Brunnengruppe (1) zur Weltausstellung in St. Louis 1904
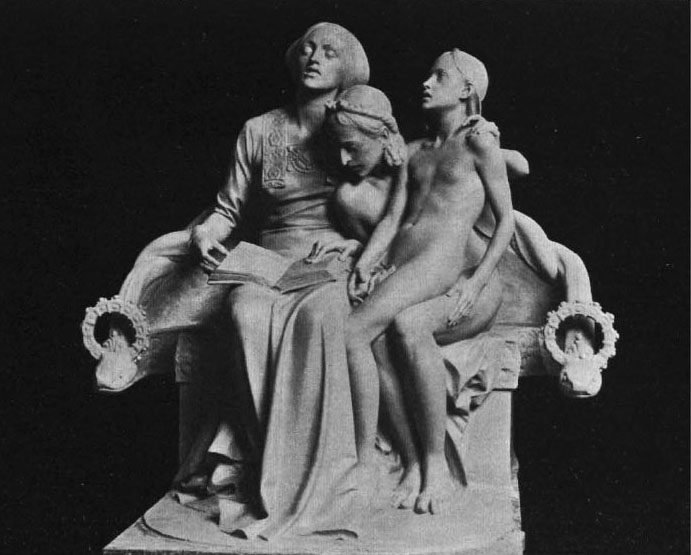
Brunnengruppe (2) zur Weltausstellung in St. Louis 1904
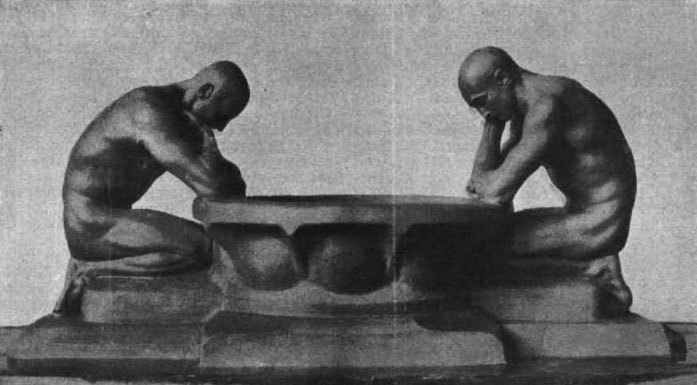
Brunnen in Steinausführung